# Tretjakowka (Kaliningrad)
Tretjakowka (russisch Третьяковка, bis 1997 Tretjakowo, deutsch Daniels) ist ein Ort in der russischen. Er gehört zur kommunalen Selbstverwaltungseinheit Stadtkreis Gurjewsk im Rajon Gurjewsk.

## Geographische Lage
Tretjakowka liegt 23 Kilometer nordöstlich der Stadt Kaliningrad (Königsberg) an der Kommunalstraße 27K-080, die Bajewka (Kuikeim) an der Regionalstraße 27A-024 (ex A190) mit Sokolowka (Damerau) verbindet. Die nächste Bahnstation ist der O.p. (Ostanowotschny punkt - Haltepunkt) Bajewka 1 an der Bahnstrecke Kaliningrad–Sowetsk (Königsberg–Tilsit).

## Geschichte
Das kleine bis 1947 Daniels genannte Gutsdorf kam mit seinem Vorwerk Hannchenthal (heute nicht mehr existent) im Jahre 1874 zum neu errichteten Amtsbezirk Damerau (heute russisch: Sokolowka) im Landkreis Königsberg (Preußen) (1939–1945 Landkreis Samland) im Regierungsbezirk Königsberg der preußischen Provinz Ostpreußen. Im Jahre 1910 waren hier 85 Einwohner gemeldet.
Am 30. September 1928 verlor der Gutsbezirk Daniels seine Eigenständigkeit und wurde in die Landgemeinde Damerau (Sokolowka) eingemeindet.
Nach dem Zweiten Weltkrieg wurde Daniels der Sowjetunion zugeordnet. Im Jahr 1947 erhielt der Ort die russische Bezeichnung Tretjakowo und wurde gleichzeitig in den Dorfsowjet Kosmodemjanski selski Sowet im Rajon Gurjewsk eingeordnet. Später gelangte der Ort in den Dobrinski selski Sowet. Im Jahr 1997 wurde der Ort in Tretjakowka umbenannt. Von 2008 bis 2013 gehörte Tretjakowka zur Landgemeinde Dobrinskoje selskoje posselenije und seither zum Stadtkreis Gurjewsk.

## Kirche
Die Einwohner von Daniels waren vor 1945 nahezu allesamt evangelischer Konfession und gehörten zum Kirchspiel Schaaken mit Sitz in Kirche Schaaken (heute russisch: Schemtschuschnoje). Dieses lag im Kirchenkreis Königsberg-Land II innerhalb der Kirchenprovinz Ostpreußen der Kirche der Altpreußischen Union. Heute liegt Tretjakowka im Einzugsbereich der in den 1990er Jahren neu entstandenen evangelisch-lutherischen Gemeinde in Marschalskoje (Gallgarben), einer Filialgemeinde der Auferstehungskirche in Kaliningrad (Königsberg) in der Propstei Kaliningrad der Evangelisch-lutherischen Kirche Europäisches Russland (ELKER).